# Allantion tachyploon
Allantion tachyploon ist ein Flagellat aus der Gruppe der Cercomonadida. Es ist die einzige Art der Gattung Allantion.

## Merkmale
Die Zellen sind länglich, zylindrisch mit runden Enden und im Querschnitt kreisrund. Sie bewegen sich gleitend fort. Sie besitzen eine sichtbare Schlepp-Geißel, die etwas unter der Zellspitze in einer kleinen Bauchtasche entspringt. Eine vordere Geißel ist im Lichtmikroskop nicht erkennbar. Der Zellkern befindet sich im vorderen Bereich der Zelle. Im hinteren Bereich befinden sich lichtbrechende Körnchen sowie Nahrungsvakuolen.
Die Zellen bewegen sich rasch gleitend auf dem Untergrund fort, wobei die Geißel und das Vorderende am Substrat aufliegen. Das Hinterende ist im spitzen Winkel hochgestreckt und berührt den Untergrund nicht.
Pseudopodien sind nicht beobachtet worden. Die Zysten sind polyedrisch.

## Ernährung
Die Art ist in der Lage, kleine Vertreter der Cercomonadida und heterotrophe Chrysomonadales zu fangen.

## Verbreitung
Allantion tachyploon ist aus der Arktis, der Antarktis und Europa bekannt. Sie ist hier weit verbreitet in den Böden sowie in Süß- und Salzwasser.

## Systematik
Die Gattung ist nach molekulargenetischen Untersuchungen ein Vertreter der Familie Heteromitidae. Morphologisch ähnelt sie Heteromita, jedoch fehlt ihr die vordere Geißel, auch die Art der Fortbewegung ist deutlich anders.

## Belege
- Alexander P. Myl'nikov, Serguei A. Karpov: Review of diversity and taxonomy of cercomonads. In: Protistology. Bd. 3, Nr. 4, 2004, ISSN 1680-0826, S. 201–217, online (PDF; 249 kB)